# Nickenich
Nickenich est une municipalité du Verbandsgemeinde Pellenz, dans l'arrondissement de Mayen-Coblence, en Rhénanie-Palatinat, dans l'ouest de l'Allemagne.
La commune est jumelée avec la commune française de Montfort l'Amaury, dans le département des Yvelines, en région Ile de France.

## Illustrations

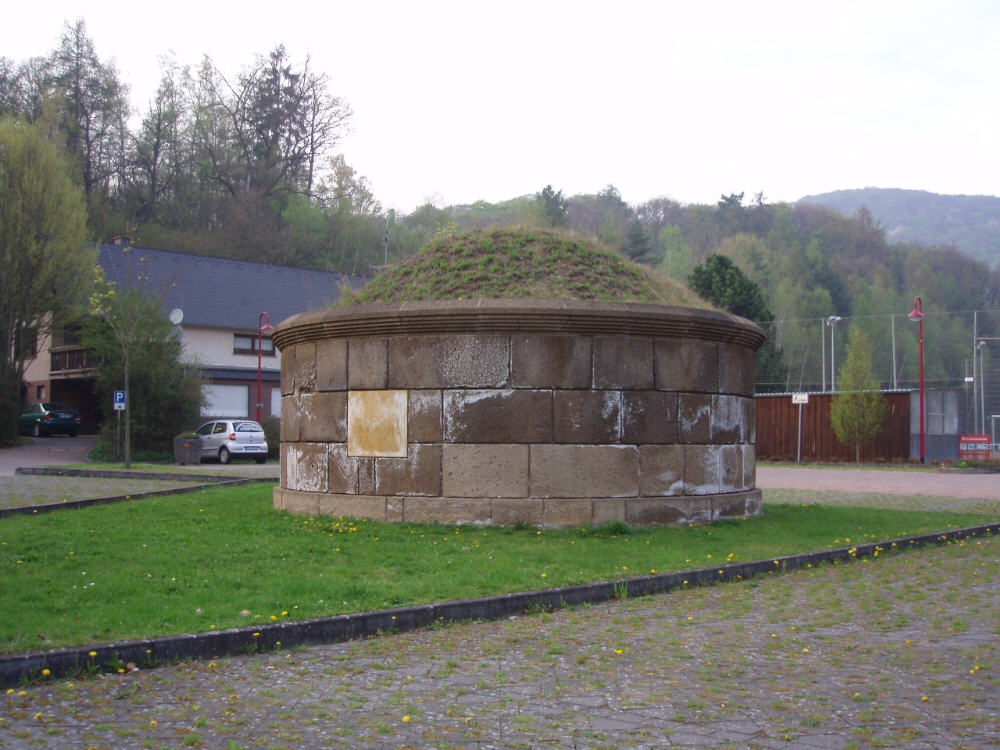
Tumulus de Nickenich
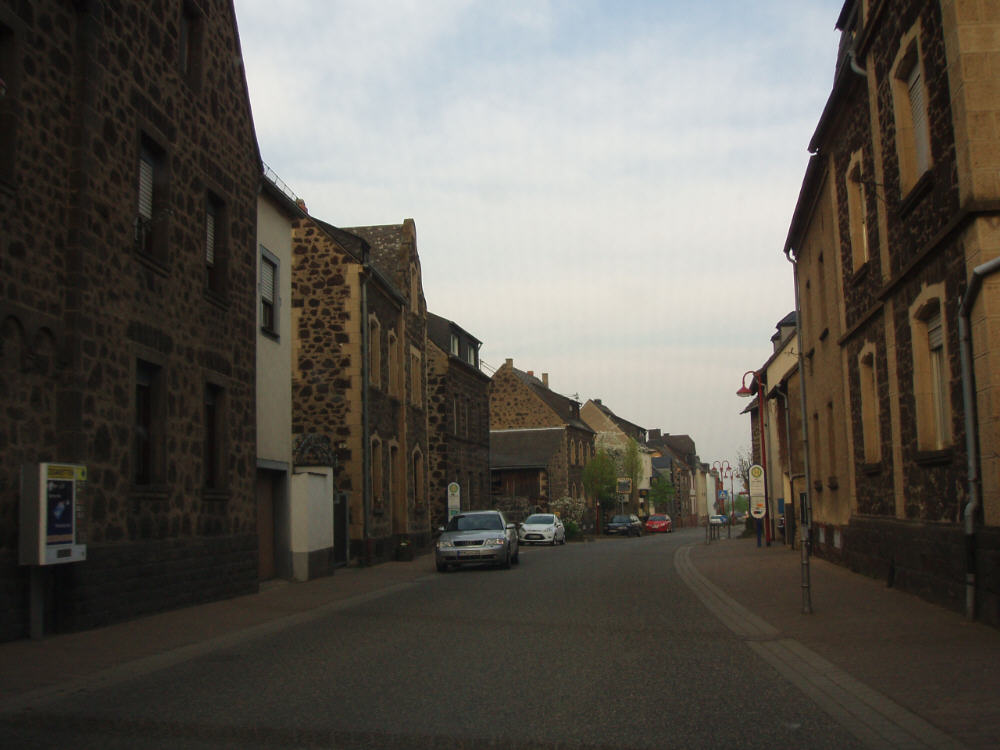
Rue de Nickenich